# 小行星1182
小行星1182（1182 Ilona）是一颗围绕太阳公转的小行星。1927年3月3日，卡爾·威廉·萊茵姆特在海德堡发现了此天体。
这颗小行星的绝对星等为62.91263等。